# Meistererzählung
Eine Meistererzählung oder Metanarrativ (französisch: méta récit; englisch: grand narrative) ist eine Erzählperspektive über die Vergangenheit, die für lange Zeit vorherrschend geblieben ist.

## Kritik an traditioneller Geschichtsschreibung
Der Begriff wurde von den Philosophen in den späten 1970er Jahren in die Diskussion eingeführt und hat seitdem für alle Disziplinen an Relevanz gewonnen, in denen über die Vergangenheit und Moderne diskutiert wird. International einflussreich war dabei die bahnbrechende Studie des amerikanischen Historikers Hayden White. Er wies darauf hin, dass die Darstellungen der Historiker des 19. Jahrhunderts nicht nur wissenschaftliche Erklärungen liefern, sondern auch in einem erzählenden Stil angelegt sind. Der französische Kulturkritiker Claude Lévi-Strauss hatte in seinen Untersuchungen über den Kolonialismus in Mittel- und Lateinamerika die Narrative der Kolonialherren (master narratives) den mündlichen Überlieferungen der Unterprivilegierten (slave narratives) gegenübergestellt. Ihm war aufgefallen, dass die schriftlichen Dokumente fast ausschließlich aus der Herrschaftsperspektive verfasst waren. Die französischen Historiker der Annales-Schule brandmarkten den Erzählcharakter der Historiographie generell als vor- bzw. unwissenschaftlich. Marc Bloch setzte der „Erzählung“ der traditionellen Historiographie die Textsorten der „Analyse“ und des „Vergleichs“ entgegen. Jacques Le Goff hatte ausgerufen, dass die „traditionelle politische Geschichte“ ein „Kadaver [sei], den es noch zu töten gilt“.

## Definition Meistererzählung
Nach Frank Rexroth sind Meistererzählungen „Chiffren für Glaubenswahrheiten aller Art, die unbefragt hingenommen werden“. Konrad Jarausch und Martin Sabrow verstehen unter einer Meistererzählung eine „kohärente, mit einer eindeutigen Perspektive ausgestattete und in der Regel auf den Nationalstaat ausgerichtete Geschichtsdarstellung, deren Prägekraft nicht nur innerfachlich schulbildend wirkt, sondern öffentliche Dominanz erlangt“. Darunter zu verstehen ist demnach „die in einer kulturellen Gemeinschaft zu einer gegebenen Zeit dominante Erzählweise des Vergangenen“. Thomas Haye benennt mit Serialität, Linearität, Eindimensionalität des Erzählten und Teleologie vier strukturbildene Axiome der Meistererzählung. Nach Jörn Rüsen geben Meistererzählungen Antworten auf die Frage nach der kulturellen Identität. In jüngerer Zeit gibt es Versuche, „aus dem Kampfinstrument ein Werkzeug für die wissenschaftliche Beschäftigung mit der Praxis der Geschichtsschreibung“ zu machen.
Bei einer Dekonstruktion einer Meistererzählung müssen ganze Themen und Probleme neu diskutiert werden. Oftmals wird dem bisherigen Phänomen ein bescheidenerer Platz in einem größeren Ganzen zugewiesen.

## Beispiele
Das „archaische Frühmittelalter“ wurde einerseits als Ursprung der Nation oder Europas, andererseits als Kontrast zur zivilisierten, staatlich organisierten Gegenwart in Anspruch genommen. Eine geläufige Meistererzählung ist die vom Frühmittelalter als einer archaischen, finsteren und ungebildeten Zeit. Das Wort Mittelalter wurde von den Humanisten erfunden. Sie wollen damit die Periode zwischen Antike und Renaissance erfassen, die sie als „finsteres Mittelalter“ vor allem negativ deuteten. Nach einer verbreiteten Sichtweise galten die Klöster als letzte Inseln der Schriftkultur. Als extremes Beispiel dazu hat Jacques Le Goff in seinem 1957 veröffentlichten klassischen Werk die Intellektualität des Frühmittelalters vorgelegt. Er hat diese grundsätzlich bestritten. Nach seiner Sichtweise wurden Bücher als Bußübung (ab)geschrieben und nicht um gelesen zu werden. Rosamond McKitterick hat anhand von 7000 erhaltenen karolingischen Handschriften verdeutlicht, dass Schriftlichkeit schon bei Laien verbreitet war. Nach Otto Gerhard Oexle hätten die Mittelalter-Bilder der Europäer einen „instrumentalen Charakter“ gehabt, denn sie seien „nicht Aussagen über das Mittelalter, sondern vielmehr Aussagen über die Moderne“ gewesen.
Das Frühmittelalter wurde auch als eine Zeit nationaler Ursprünge charakterisiert, wie etwa die die Verwendung von „the making“ oder „die Geburt“ oder „la naissance“ bereits im Buchtitel verdeutlicht. Dabei konzentrierte sich die Suche nach den nationalen Ursprüngen häufig auf die Zeit der Völkerwanderung.
Die nationalliberalen Historiker des 19. Jahrhunderts fragten nach den Gründen für die verspätete Entstehung des deutschen Nationalstaates und suchten die Gründe dafür im Mittelalter. In dieser Meistererzählung war das Reich der Ottonen, Salier und Staufer überaus mächtig und spielte in Europa die dominierende Rolle. Der Aufstieg der Fürsten habe den König und mit ihm die Zentralgewalt so geschwächt, dass ab dem 13. Jahrhundert die entscheidenden politischen Entwicklungen in den Territorien abliefen. Das Spätmittelalter wurde als Zerfallsepoche und finstere Zeit der Machtlosigkeit wahrgenommen. Die Geschichtswissenschaft hat bis in die ersten Jahrzehnte der Bundesrepublik die römisch-deutsche Kaiserzeit bis zum Ende der Staufer als eine glorreiche und ruhmvolle Vergangenheit beschrieben. Dieses Bild wurde erst in den letzten Jahrzehnten relativiert. Die Fürsten hatten ein Interesse am Bestand des Reiches gehabt. Der Gedanke der Fürstenverantwortung für das Reich intensivierte sich im 10. und 11. Jahrhundert. Gerd Althoffs Forschungen zur Konfliktführung und Beilegung haben gezeigt, dass die frühmittelalterliche Gesellschaft über ausgearbeitete Instrumentarien („Spielregeln“) zur Vermeidung von Gewalt in Konflikten verfügte. In diesen „Spielregeln“ vollzog sich das Miteinander von König und Großen. Er relativierte damit das Bild vom „finsteren“ Mittelalter als einer Zeit archaischer Gewalt und Barbarei. Konstitutiv für königliche Herrschaft war mitunter gerade der Konsens zwischen König und seinen Getreuen. Bernd Schneidmüller sprach in diesem Zusammenhang von konsensualer Herrschaft. Dadurch korrigierte er das einseitige Bild der national gesinnten Verfassungsgeschichte des 19. Jahrhunderts von einem starken deutschen König- und Kaisertum. In der Mediävistik wird seitdem vielfach die Herrschaft der Könige und Kaiser als konsensuale Herrschaft mit dem Adel beschrieben. Das „Interesse an der genossenschaftlichen Ausgestaltung von Herrschaft“ ist, wie Schneidmüller selbst einräumt, wiederum von der aktuellen Situation geleitet. Durch den Verlust an Einfluss der Staatsgewalt durch supranationale Organisationen ist der Nationalstaat in die Defensive geraten.
Spätestens nach den Terroranschlägen des 11. Septembers 2001 wird der alten Meistererzählung über das abendländisch-christliche Mittelalter eine neue Erzählung hinzugefügt. Die Geschichte des Mittelalters wird seitdem als das Mit- und Gegeneinander dreier monotheistischer Kulturen erzählt. Dabei entstanden zahlreiche Dissertationen und Habilitationen. Auch die Ausschreibungen von Professuren und Berufungen auf Professuren in der deutschen Mediävistik berücksichtigen diese neue Perspektive.
Als Reaktion auf die Meistererzählung vom Hochmittelalter als Blütezeit des römisch-deutschen Kaiserstaates stellte Althoff die Vorstellung von einer ottonischen „Königsherrschaft ohne Staat“. Die ottonische Königsherrschaft kam weitgehend ohne Schriftlichkeit, ohne Institutionen, ohne geregelte Zuständigkeiten und Instanzenzüge und nicht zuletzt ohne Gewaltmonopol aus. Rituale, Gesten und Spielregeln waren nach Althoff Kernelemente der mittelalterlichen Staatlichkeit und sorgten für den Zusammenhalt des Reiches. Einen anderen Ansatz unternahm Johannes Fried. Er stellte ein Fehlen von Staatsbewusstsein bei Herrschern und Gelehrten der Karolingerzeit fest. Walter Pohl plädierte dafür, das frühe Mittelalter nicht durch das Verhältnis zu einer anderen Epoche zu erklären, sondern „aus sich selbst heraus zu verstehen, in all seiner Vielfalt und Widersprüchlichkeit“.
Seit Edward Gibbons epochalem Werk The History of the Decline and Fall of the Roman Empire fragten die Historiker nach den Gründen für den Untergang Roms. Alexander Demandt bündelte in einem 1984 erschienenen Werk alle in der Forschung angeführten Gründe für den „Fall Roms“.
In der Hanseforschung hat Rolf Hammel-Kiesow auf die Sinnstiftung der Hanse aufmerksam gemacht: In den ersten Jahren des Deutschen Kaiserreiches als „Statthalter des Reichs und Vorläufer des deutschen Nationalstaats im Norden“, zur Zeit Wilhelms II. als Inbegriff „deutscher Flottenherrlichkeit zur See“, in der NS-Geschichtsschreibung unter dem Vorzeichen der „Ausdehnung des deutschen Lebensraumes nach Osten“ in der DDR-Geschichtsschreibung als Beispiel für die „geschichtsbildende Rolle der Volksmassen“.
Nach Michail A. Bojcov folgte in der sowjetischen wie in der postsowjetischen Ära die Darstellung der russischen Geschichte der Grundstruktur eines Zaubermärchens. Dieses Märchenmuster übernahmen die russischen Historiker im 19. Jahrhundert aus Frankreich.
Die literaturhistorischen Meistererzählungen des 19. und 20. Jahrhunderts haben mit der lateinischen Literatur des Mittelalters unterschiedliche Großdeutungen verknüpft. Die lateinische Literatur des Mittelalters wurde als Ideengeber der volkssprachlichen Literatur, als Teil einer neuen Epoche, als Basis europäischer Einheit oder als Hindernis auf dem Weg in eine aufgeklärte Moderne angesehen. Nach Thomas Haye operieren Meistererzählungen bei textuellen Objekten oft mit Gegenüberstellungen wie „modern“ versus „archaisch“ oder „fortschrittlich-innovativ“ versus „konservativ-traditionell“ oder „antikisierend“ oder „klassizistisch“ versus „genuin mittelalterlich“. So wird die lateinische Literatur des Mittelalters nach den Normen der Klassischen Antike beurteilt oder ob sie sich von der Antike befreien konnte. Die Literatur des Spätmittelalters wird danach gemessen, ob sie vermeintlich moderne Eigenschaften der Frühen Neuzeit aufweist. In der Literaturgeschichte kommen häufig die biologistischen Metaphern des Wachsens, Blühens und Absterbens zum Einsatz oder die Literatur wird durch Aufstieg, Abstieg oder Wiederaufstieg beschrieben. Nach Wilhelm Scherers Geschichte der deutschen Literatur von 1863 wechselte sich die deutsche Literaturgeschichte im regelmäßigen Rhythmus von 300 Jahren in Blütephasen und Zeiten des Niedergangs ab. Für den Verlauf der Literaturgeschichte konstatierte Scherer Höhepunkte um die Jahre 600, 1200 und 1800. Scherers Modellierung blieb für einen längeren Zeitraum wirkmächtig.
Die Marxistische Meisterzählung vertrat eine alternative Sicht auf die Vergangenheit bei der die Erinnerungen an die Kämpfe der Arbeiterklasse bewahrt werden sollten. Sie bot dem Proletariat Hoffnung mit einem fortschrittlichen Plot, bei dem ungeachtet aller Rückschläge ein Fortschritt der Menschheit unaufhaltsam sei.